# Allen Covert
Allen Stephen Covert (West Palm Beach, 13 ottobre 1964) è un attore e produttore cinematografico statunitense.

## Vita e carriera
Covert è nato a West Palm Beach, Florida e ha studiato alla New York University, dove ha incontrato il compagno di classe Adam Sandler. I due sono amici da molti anni, Covert scrive spesso per i film di Sandler. Per tutti i fan di Sandler, Covert è un volto noto, poiché ha partecipato a molti dei suoi film:
- Il barista in Going Overboard
- Il caddy senzatetto di Sandler, Otto, in Un tipo imprevedibile (1996)
- Il migliore amico di Sandler e l'autista di limousine in Prima o poi me lo sposo (1998)
- L'amico gay di Sandler in Big Daddy (1999)
- Il compagno di stanza di Nicky in Little Nicky - Un diavolo a Manhattan (2000).  Per il ruolo, Covert ha guadagnato 40 pounds e si è rasato.
- Il giornalista lussuoso in Mr. Deeds (2002)
- Il rivale romantico di Buznik in Terapia d'urto (2003), in questo film fu anche il produttore esecutivo
- In 50 volte il primo bacio (2004) , Allen interpreta un paziente affetto da amnesia di lunga durata, a seguito di un incidente, ogni 10 secondi, lui perde la memoria, ed è per questo che viene rinominato da tutti Tom 10 secondi.
- Cocco di nonna film del 2006, nel ruolo di Alex, prodotto dalla Happy Madison, è stato il suo primo ruolo da protagonista
- Il padre omofobico in Io vi dichiaro marito e... marito (2007)

Covert ha anche partecipato al telefilm King Of Queens in cui Sandler e l'amico Peter Dante, parteciparono come guest-star.
Covert è sposato con Kathryn Covert e hanno due bambini.

## Filmografia

### Attore

#### Cinema
- Going Overboard, regia di Valerie Breiman (1989)
- Airheads - Una band da lanciare (Airheads), regia di Michael Lehmann (1994)
- Pesi massimi (Heavy Weights), regia di Steven Brill (1995)
- Un tipo imprevedibile (Happy Gilmore), regia di Dennis Dugan (1996)
- Bulletproof, regia di Ernest R. Dickerson (1996)
- Prima o poi me lo sposo (The Wedding Singer), regia di Frank Coraci (1998)
- Waterboy (The Waterboy), regia di Frank Coraci (1998)
- Mai stata baciata (Never Been Kissed), regia di Raja Gosnell (1999)
- Big Daddy - Un papà speciale (Big Daddy), regia di Dennis Dugan (1999)
- Gigolò per sbaglio (Deuce Bigalow: Male Gigolo), regia di Mike Mitchell (1999)
- Little Nicky - Un diavolo a Manhattan (Little Nicky), regia di Steven Brill (2000)
- Mr. Deeds, regia di Steven Brill (2002)
- Terapia d'urto (Anger Management), regia di Peter Segal (2003)
- 50 volte il primo bacio (50 First Dates), regia di Peter Segal (2004)
- L'altra sporca ultima meta (The Longest Yard), regia di Peter Segal (2005)
- Cocco di nonna (Grandma's Boy), regia di Nicholaus Goossen (2006)
- Io vi dichiaro marito e... marito (I Now Pronounce You Chuck & Larry), regia di Dennis Dugan (2007)
- Strange Wilderness, regia di Fred Wolf (2008)
- La coniglietta di casa (The House Bunny), regia di Fred Wolf (2008)
- Racconti incantati (Bedtime Stories), regia di Adam Shankman (2008)
- Il superpoliziotto del supermercato (Paul Blart: Mall Cop), regia di Steve Carr (2009)
- Mia moglie per finta (Just Go with It), regia di Dennis Dugan (2011)
- Bucky Larson: Born to Be a Star, regia di Tom Brady (2011)
- Jack e Jill (Jack and Jill), regia di Dennis Dugan (2011)
- Un weekend da bamboccioni 2 (Grown Ups 2), regia di Dennis Dugan (2013)
- Insieme per forza (Blended), regia di Frank Coraci (2014)
- Pixels, regia di Chris Columbus (2015)
- Sandy Wexler, regia di Steven Brill (2017)
- Who Do You Think Would Win, regia di Tyler Spindel (2017)

### Produttore
- Murder Mystery, regia di Kyle Newacheck (2019)
- Hubie Halloween, regia di Steven Brill (2020)

## Doppiatori italiani
Nelle versioni in italiano delle opere in cui ha recitato, Allen Covert è stato doppiato da:
- Massimo De Ambrosis in Cocco di nonna, Jack e Jill, Insieme per forza
- Gerolamo Alchieri in Prima o poi me lo sposo
- Enrico Pallini in Waterboy
- Simone Mori in Big Daddy - Un papà speciale
- Massimo Lodolo in Little Nicky - Un diavolo a Manhattan
- Roberto Chevalier in Terapia d'urto
- Fabrizio Manfredi in 50 volte il primo bacio
- Sergio Lucchetti in Io vi dichiaro marito e... marito
- Alessandro Messina ne Il padre dell'anno